# Suksama shwasa prashwasa
Suksama shwasa prashwasa is een pranayama (ademhalingstechniek) in yoga, waarbij er sprake is van een rustige en zachte ademhaling. Pranayama's hebben in yoga een tweeledig nut: de toevoer van zuurstof naar de hersenen en het voorzien van het lichaam van prana, ofwel levensenergie.
Bij suksama shwasa prashwasa wordt - net als bij dirgha sukshma - een stukje katoen gebruikt. Het verschil is echter dat het bij deze pranayama juist niet de bedoeling is dat het katoen zich verplaatst, maar dat het ondanks de ademhaling op de plek blijft liggen. Hierbij wordt de afstand tussen het stukje katoen en de neus geleidelijk kleiner wordt gemaakt. Het doel is uiteindelijk dat er een gelijkmatige, zachte en rustige in- en uitademing wordt opgebouwd. Na regelmatige beoefening zou er een subtiele ademhaling worden ontwikkeld, de geest stabieler worden en meditaties in kracht toenemen.
volledige ademhaling · middenrifademhaling · flankademhaling · sleutelbeenademhaling · mondademhaling · neusademhaling

abhyantara bahya stambha vritti · activerende ademhaling · agni prasana · anuloma · anuloma viloma · bhastrika · brahmari · chandra bhedana · chatur mukhi · dirgha sukshma · kapalabhati · kevala kumbhaka · kumbhaka · murcha · nadi sodhana · ohm sahita rechaka · plavini · prachhardana · prana apana samyukta · pratiloma · sahita kumbhaka · sama vritti · samanu · sapta vyahrita · sargarbha sahita kumbhaka · sarva dwara baddha · sithali · sitkari · stambha vritti · sukha purvaka · suksama shwasa prashwasa · surya bhedana · tri bandha kumbhaka · ujjayi · vaya viya kumbhaka · viloma · visama vritti